# Sean Michaels
Sean Michaels (ur. 20 lutego 1958 w Brooklynie w Nowym Jorku) – amerykański aktor, producent, scenarzysta i reżyser filmów pornograficznych, model i były przywódca związków zawodowych. W 2002 został umieszczony na czternastym miejscu na liście 50. największych gwiazd branży porno wszech czasów przez periodyk Adult Video News. Nazywany „Ojcem chrzestnym porno”, laureat branżowych nagród AVN, w tym nagrody NightMoves dla najlepszego aktora, wprowadzony był do galerii sław AVN (1995), XRCO (2000), NightMoves (2007) i Urban X (2008). 

## Życiorys

### Wczesne lata
Urodził się i dorastał w nowojorskim Brooklynie, gdzie uczęszczał do publicznego liceum dla chłopców Boys High School. W 1977 przeniósł się do Południowej Kalifornii i przez sześć lat pracował jako pielęgniarz.

### Początki kariery
Dorabiał jako model i pojawił się w jednym z odcinków serialu CBS Simon & Simon (1982) z Geraldem McRaneyem i Jamesonem Parkerem. W 1986 został poproszony przez agenta do zrobieniem zdjęcia nago z dziewczyną. Wkrótce skontaktował się z legendarnym filmowcem porno Jimem Southem w World Modeling Talent Agency i został obsadzony w różnych scenach. 

### Kariera w Europie
Wybrał swój pseudonim artystyczny, łącząc imiona dwóch celebrytów, których podziwiał: Seana Connery’ego, którego opisał jako „męskiego człowieka w kinie i poza filmem” oraz Michaela Jordana. W 1988 udał się do Hamburga, aby kręcić klasyczne filmy i fotosy z kobietami z Europy Wschodniej. Pracował w Hanowerze dla wytwórni VTO (Verlag Teresa Orlowski / Video Teresa Orlowski) i produkcjach Hansa Mosera. 
Brał udział potem w filmach włoskich, w tym All'onorevole piacciono gli stalloni (1987) z Ciccioliną czy I vizi... transessuali di Moana (1989) i Cicciolina e Moana 'Mondiali' (1990) z Moaną Pozzi, a także wysokobudżetowych kostiumowych produkcjach, których reżyserem był Joe D’Amato: o francuskim pisarzu i markizie de Sadzie (Mark Davis) – 120 dni Sodomy (120 Giornate di sodoma/120 Days of Anal, 1995) jako Heban, Robin Hood: Złodziej żon (Robin Hood: Thief of Wives, 1996) w roli szeryfa z Nottingham z Markiem Davisem jako Robin Hoodem, Mnich (Il Monaco, 1996) wg powieści Matthew Gregory'ego Lewisa jako tytułowy Mnich, Ogier na ringu (Rocco lo stallone italiano – La sfida, 1997) jako Michael, zakręcony menedżer przeciwnika Rocco Siffrediego i Otello 2000 (Othello 2000, 1997) jako współczesny szekspirowski Otello. Następnie podróżował po Europie, zwiedzając Anglię, Włochy, Francję, Holandię, Belgię i Niemcy, po czym wrócił do Ameryki, by skupić się na karierze w branży porno.

### Rozwój kariery
Występował też w parodiach porno takich jak Wożąc panią Daisy - Drivin' Miss Daisy Crazy Again (1992), 9 1/2 tygodnia - 9 1/2 Days (1993), Seks, kłamstwa i kasety wideo - Sex, Lies, and Videotape: Cumming to Ibiza 2 (1995), Amerykański żigolak - Żigolak (Pussyman 14: Dreams of a Gigolo, 1996), Star Trek - XXX Trek: The Final Orgasm(1999), Kapitan Ameryka - Captain America XXX: An Extreme Comixxx Parody (2011) jako Nick Fury czy Taksówkarz - Taxi Driver: A XXX Parody (2011). Był detektywem w dreszczowcu Uninhibited (1995).
W 1991 zadebiutował jako reżyser My Baby’s Got Back and In Loving Color. W 1993 założył firmę Sean Michaels Productions, którą w roku 1997 przekształcił na Sean Michaels International. Potem współpracował z Anabolic Video, Metro i Evil Angel. Rozpoczął też działalność internetową jako Sean Michaels Entertainment i SeanMichaels.com.
W kwietniu 2010 wraz z Lisą Ann i Nikki Benz był gospodarzem gali wręczenia nagród XRCO Awards.

### Rankingi
Zajął czwarte miejsce na liście Adult Entertainment Broadcast Network „gwiazdorów porno lata 2019”. W 2020 został wymieniony jako siódmy wśród „20 największych penisów w porno” na liście TheLittleSlush. W 2021 znalazł się na liście TOP 15 gwiazdorów z największymi penisami w porno portalu EroHut i ThePornLinks.com, a także znalazł się na siódmym miejscu TOP 20 mężczyzn z największymi penisami w porno listy LustFel. W 2022 trafił na ósme miejsce listy Top 25 najgorętszych największych penisów w porno.

### Obecność w kulturze masowej
Można go było dostrzec także w dreszczowcu sensacyjnym Największe poświęcenie (Power Elite, 2002) z Olivierem Grunerem. Wziął udział w filmie dokumentalnym Rated X: A Journey Through Porn (1999) i Gwiazdy XXX - Portret intymny (Thinking XXX, 2004). 

## Spór prawny
W 2003 Michaels został pozwany przez WWE (World Wrestling Entertainment) w sprawie wykorzystania swojego pseudonimu 'Shawn Michaels' ze względu na podobieństwo, jakie dotyczyło zapaśnika WWE Shawna Michaelsa. Jednak nazwisko Seana zostało zarejestrowane jako znak towarowy dużo wcześniej, zanim Shawn Michaels ujawnił swój nick.

## Życie prywatne
Ma syna (ur. 1987) i córkę (ur. 2005).

## Nagrody
| Rok  | Nagroda             | Kategoria                                               | Film                                                   | Inni wykonawcy                                                                                     |
| ---- | ------------------- | ------------------------------------------------------- | ------------------------------------------------------ | -------------------------------------------------------------------------------------------------- |
| 1994 | XRCO Award          | Leśnik roku                                             | –                                                      | –                                                                                                  |
| 1994 | XRCO Award          | Najlepsza scena seksu analnego                          | Arabian Nights (1993)                                  | Porsche Lynn i Julian St. Jox                                                                      |
| 1994 | XRCO Award          | Najlepsza scena seksu grupowego                         | Slave to Love (1993)                                   | Brittany O’Connell, Kitty Yung, Peter North, Beatrice Valle, Randy Spears, Jalynn, Sierra i TT Boy |
| 1995 | AVN Award           | AVN Hall of Fame (Sala Sław)                            | –                                                      | –                                                                                                  |
| 1996 | AVN Award           | Najlepsza scena seksu grupowego                         | World Anal Sex Tour 1 (1995)                           | Erika Bella, Stefania Sartori i Mark Davis                                                         |
| 1997 | Legend of Erotica   | Legenda erotyczna                                       | –                                                      | –                                                                                                  |
| 1998 | AVN Award           | Najlepsza scena seksu analnego                          | Butt Banged Naughty Nurses (1997)                      | Careena Collins i Mark Davis                                                                       |
| 1999 | AVN Award           | Najlepsza scena seksu analnego – wideo                  | Tushy Heaven (1998)                                    | Samantha Stylle i Alisha Klass                                                                     |
| 1999 | AVN Award           | Najlepsza scena seksu grupowego – wideo                 | Tushy Heaven (1998)                                    | Alisha Klass, Samantha Stylle, Halli Aston i Wendy Knight                                          |
| 1999 | XRCO Award          | Najlepsza scena seksu analnego lub podwójnej penetracji | Tushy Heaven (1998)                                    | Alisha Klass i Samantha Stylle                                                                     |
| 2000 | XRCO Award          | XRCO Hall of Fame (Sala Sław)                           | –                                                      | –                                                                                                  |
| 2002 | NightMoves Award    | Najlepszy aktor wg redakcji                             | –                                                      | –                                                                                                  |
| 2003 | NightMoves Award    | Najlepszy reżyser wg redakcji                           | –                                                      | –                                                                                                  |
| 2007 | NightMoves Award    | NightMoves Hall of Fame (Sala Sław)                     | –                                                      | –                                                                                                  |
| 2008 | Urban X Award       | Urban Space Award Hall of Fame (Sala Sław)              | –                                                      | –                                                                                                  |
| 2010 | AVN Award           | Najlepsza scena seksu podwójnej penetracji              | Bobbi Starr & Dana DeArmond’s Insatiable Voyage (2009) | Bobbi Starr i Mr. Marcus                                                                           |
| 2020 | Trans Erotica Award | Najlepszy wykonawca nietranspłciowy                     | –                                                      | –                                                                                                  |